# Сулпиций Александър
Сулпиций Александър (Sulpicius Alexander) е римски историк от края на 4 и началото на 5 век.
Написал е Historia, историческо произведение на латински от 4 книги за периода до смъртта на император Валентиниан II (392), което не е запазено. Разработва историята на франките. Пише вероятно след произведението Res Gestae на Амиан Марцелин. Историкът Григорий Турски цитира от неговото произведение в неговото Decem Libri Historiarum (II 9). Ренат Профутур Фригерид вероятно продължава историята му за франките с Historia Francorum.